# Ooops! L'avventura continua
Ooops! L'avventura continua (Ooops! The Adventure Continues... - Two by two Overboard!) è un film d'animazione del 2020 diretto da Toby Genkel e Sean McCormack, sequel di Ooops! Ho perso l'arca... del 2015.
È un film animato al computer, prodotto dalla Ulysses Filmproduktion e distribuito dalla Eagle Pictures. In Italia è stato distribuito nelle sale il 4 dicembre 2020.

## Trama
Finny, il cucciolo di Nasocchione, e la sua miglior amica Leah, cucciola di Musone, cadono accidentalmente dall'arca di Noé e finiscono in mare aperto. Da soli su una zattera, vengono separati a causa di una fortissima tempesta. Mentre Finny trova un'intera colonia di suoi simili sott'acqua di cui non conosceva l'esistenza, Leah giunge su una isola all'apparenza bellissima che sembra essere soggetta a delle scosse sempre più frequenti. Il cucciolo di Nasocchione scoprirà presto che la colonia è governata da un capo estremamente rigida nel volerli mantenere isolati dal resto del mondo e incurante del fatto che a breve la loro città verrà distrutta dall'eruzione di un vulcano; lo stesso che dà le scosse all'isola in superficie dove Leah sta cercando un modo per fuggire. Ben presto i due cuccioli si ritroveranno e capiranno che sono naufragati nello stesso luogo. Riusciranno a salvarsi grazie all'aiuto dei passeggeri dell'arca arrivati giusto in tempo proprio sul quell'isola e dei nasocchioni che vengono convinti a collaborare invece di pensare solo a loro stessi.

## Accoglienza

### Critica
Il film non ha accolto critiche positive posizionando sul sito Rotten Tomatoes ad una valutazione pari al 20% mentre su Imdb il pubblico lo ha votato con 5.8 su 10.

## Altri media

### Videogiochi
Ooops! 2 uscito nel 2021 per Playstation 4, Xbox ONE e Switch.